# Royal Palm Beach
Royal Palm Beach, gradić u južnoj Floridi u okrugu Palm Beach, oko 15 milja (24 kilometra) u zaleđu oceana. Prostire se na 10.1 četvornu milju (26.1 km²) od čega na vodene površine (brojna jezerca) otpada 0.2 četvorne milje (0.5 km).

## Demografija
Prema popisu iz 2000. godine broj stanovnika iznosio je 21.523,  od toga 78.15% bijelci (unutar kojih su ne-hispanski bijelci većina od 69.4%), ostalo su Afroamerikanci 14.21%, Seminole Indijanci 0.28%, a ima i nešto Tagala. Među hispanskim stanovništvom najviše je Kubanaca i Jamajkanaca.

## Povijest
Royal Swamp Beach nastao je sredinom 20. stoljeća na nenastanjenom močvarnom području koje je nekada bilo lovačko područje Seminola, a za njegov nastanak zaslužan je poznarti magnat Samuel Nathan Friedland, židovski useljenik iz Rusije koji je karijeru započeo u Philadelphiji kao mesar, a preminuo je 1985. u 88. godini života. Friedland je kupio 65.000 hektara zemljišta (260 km²), za oko 1,25 milijuna dolara na kojem je nastao današnji Royal Palm Beach.

## Parkovi
Royal Palm Beach je grad zelenila, a od njegovih parkova najpoznatiji je Seminole Palms Park, s vlastitim parkiralištem, višenamjenskim igralištima, igralištem za bejzbol, tri dječja igrališta po dobnim granicama, vodenim parkom, igralištem za softball, i područjem i paviljonom za piknik. prostire se na 70.14 akera (283 846.509 m²)

## Policija
Royal Palm Beach pripada policijskoj upravi šerifovog okruženog ureda iz Palm Beacha (Palm Beach County Sheriff's Office), na čijem je čelu danas šerif Ric Bradshaw
Jedan od najpoznatijih kriminalističkih slučajeva dogodili su se 1993. i 1995. godine kada je mlada majka Clover Boykin iz Counterpoint Estatesa zadavila dvije bebe (jedna je bila njezina), a po riječima njene odvjetnice Alysoun B. Powell posljedica je roditeljskog zanemarivanja i maltretiranja. C. Boykin dobila je doživotni zatvor u odgpjnoj ustanovi Homestead Correctional Institution uz mogući uvjetni otput nakon 25 godina odslužene kazne.

## Novine
The Palm Beach Post su glavne dnevne novine za cijeli okrug Palm Beach.